# Eusparassus ubae
Eusparassus ubae là một loài nhện trong họ Sparassidae.
Loài này thuộc chi Eusparassus. Eusparassus ubae được Embrik Strand miêu tả năm 1906.